# 本棚
本棚（ほんだな）とは、冊子本を収納する事を目的とした棚のこと。

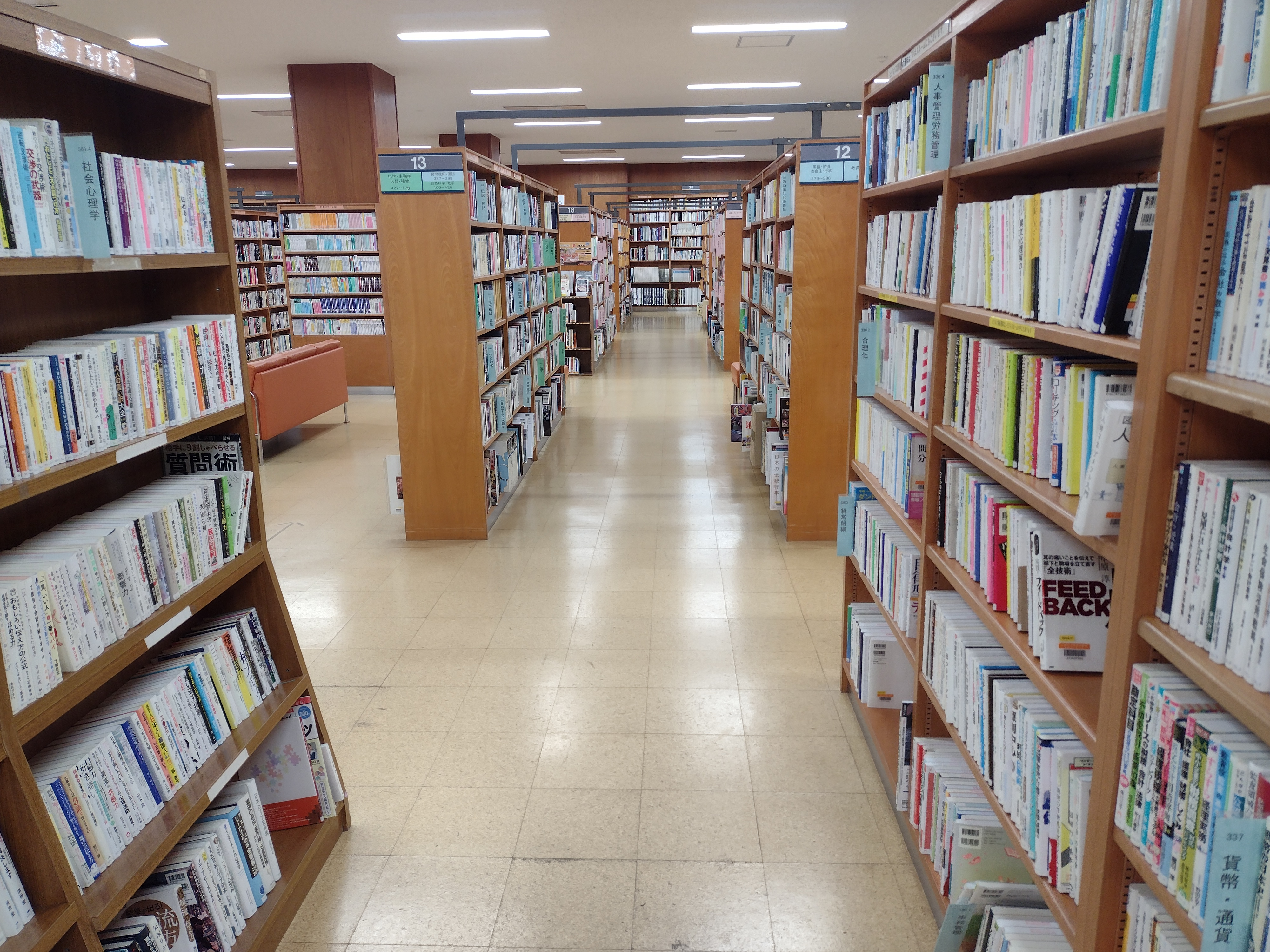
図書館の本棚。

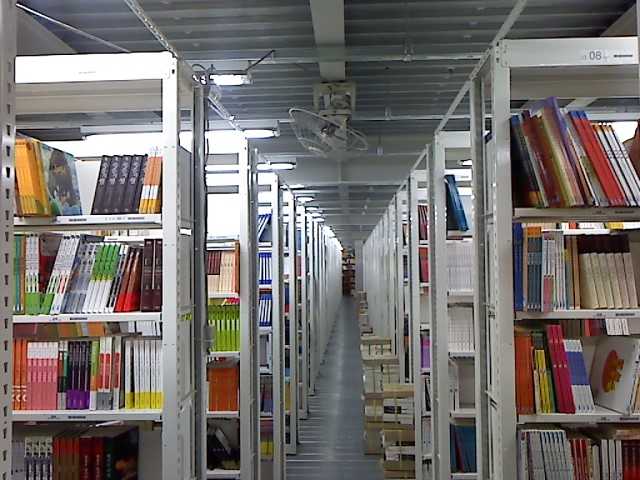
スチール製の本棚が整然と並んだ 図書館の一室。地震時の転倒防止策として本棚同士が上部で連結されている。

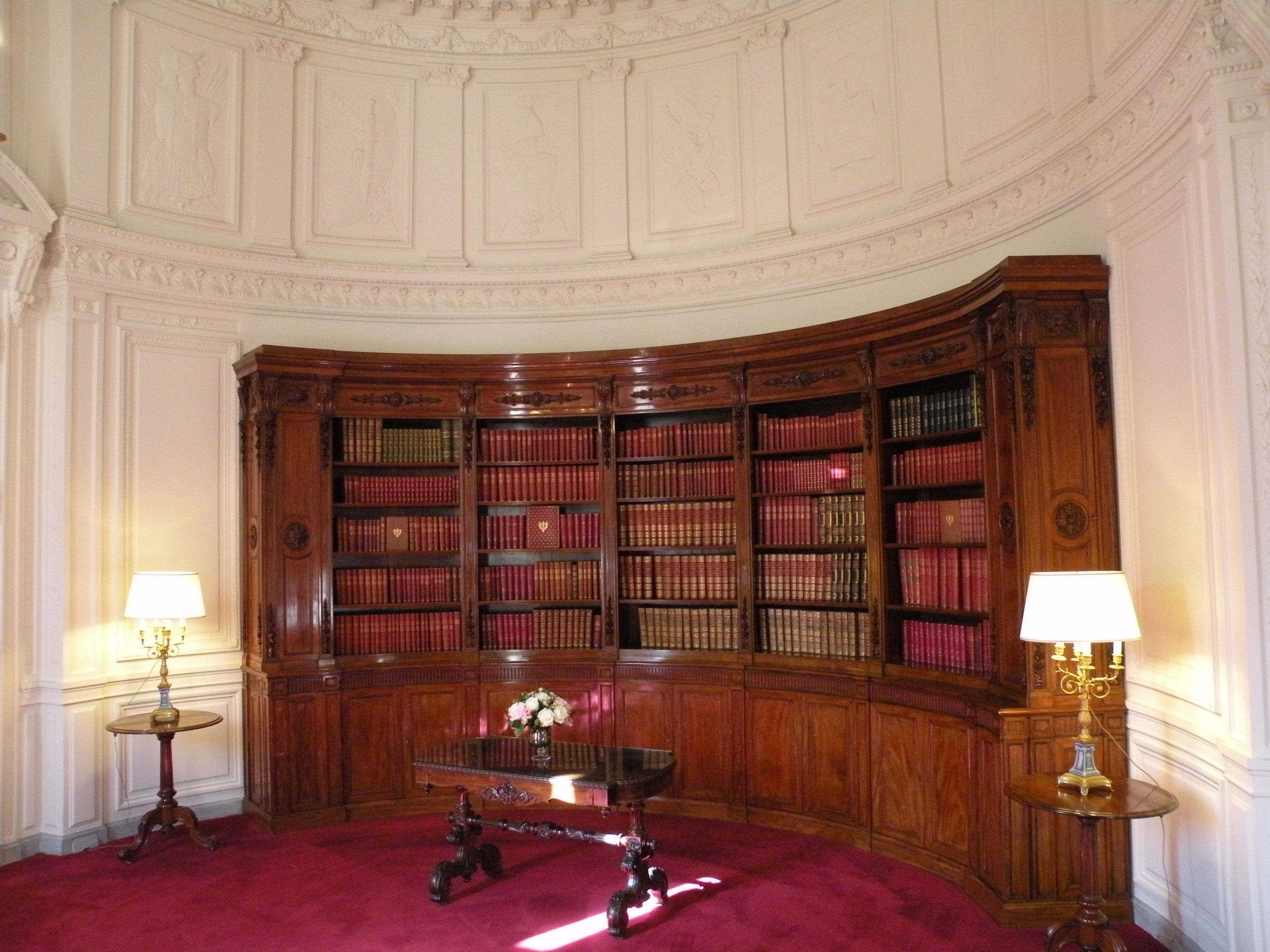
曲面的な壁に合わせて特注し、職人がひとつひとつ手作りした豪華な本棚（フランス、パリ、エリゼ宮殿）

物理的な形態の違いなどにより本箱（ほんばこ）、書架（しょか）、書棚（しょだな）、本立（ほんたて）などとも言うが、厳密な区別はあまり無い。本が現代の形態になって以降、本棚とは通常本を下から支えるような構造になっており、本棚自体の終端を除いて横から支える機能は備わっていないものが多い。このため、本棚に倒れないよう本を収納する場合は、倒れる隙間が無くなるまで本を並べるか本が倒れないよう個別に横から支える機能を導入する必要がある。倒れようとする本を底面の摩擦力によって横から押して支える機能に主眼を置いた器具は一般的にブックエンドと称し、1870年代に特許が下りて以降、ブックエンドは一枚のスチール板を型抜きして作られたものが広く一般に普及している。机上や別目的の棚上両端にブックエンドを設置した状態もまた、簡易な本棚の一種と言える。

## 構造
一般的な本棚の構造は「モノコック構造」と呼ばれ、側板・棚板・裏板の三種類の要素から構成されている。側板は本棚の両端を構成する2枚の板であり、収納する本の重量を支える支柱として機能する。棚板は実際に本が載せられる水平部分の板を指し本棚の「一段」を構成するが、本を載せない最上の棚板は天板と呼ばれ、他の棚板と区別される場合もある。棚板は固定されている場合と本の大きさによって可変する可動式の場合がある。裏板は本棚の裏側に貼る薄い板で、横からの衝撃を吸収する役割を持つ。側板や棚板は本棚の軽量化を重視し、枠組みに薄い化粧板を貼り付けた太鼓作り（フラッシュ構造）が採用される場合もある。最下段の上げ底部分はハカマと呼ばれ、埃対策などの実用面から採用している本棚も見られる。

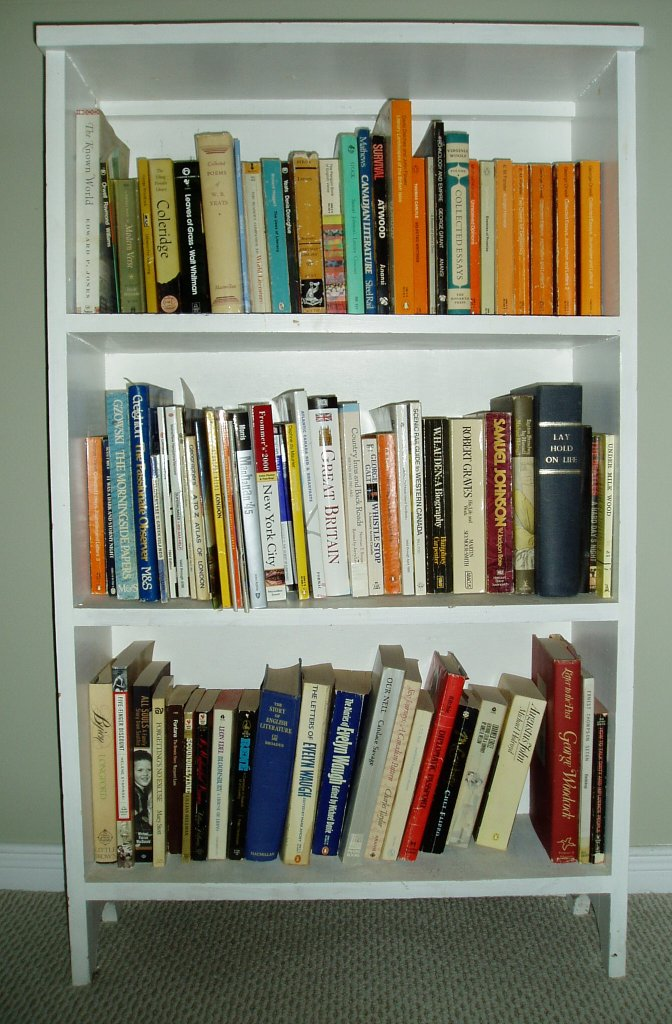
一般家庭向けの小ぶりの本棚

本棚の大きさは様々であるが、高さについては日本の一般家庭に配置されるものとしては2m30cm以下となるよう設計されることが多い。横幅については『清く正しい本棚の作り方』では棚板60cm程度が理想としている。図書館学者のメルヴィル・デューイは沈み込み指数を考慮した理想の長さは40インチ（約100cm）であるとしている。市販されている本棚の奥行きは約30-35cmが一般的である。
本棚の素材は合板、ベニヤ、スチール、ステンレスなど多岐に渡る。その他、例えばルーン・フィヨルドとロザン・ボッシュが設計したデンマークのイェリング中央図書館の本棚ではリノリウム、MDF、エポキシ樹脂、テキスタイル、スポンジなどが素材として使用されている。
また、一般的な本棚の既成概念を覆すデザインがなされた本棚も多数存在し、アレックス・ジョンソンは『本棚の本』の中で「現代の本棚は単に本を収納するための家具ではなくなっており、モダン・アートであり、エンジニアリングの実験であり、350年前にサミュエル・ピープスが所持していた本棚のように、ステータス・シンボルとして返り咲いた」と述べている。

## 歴史

### 本棚の初期

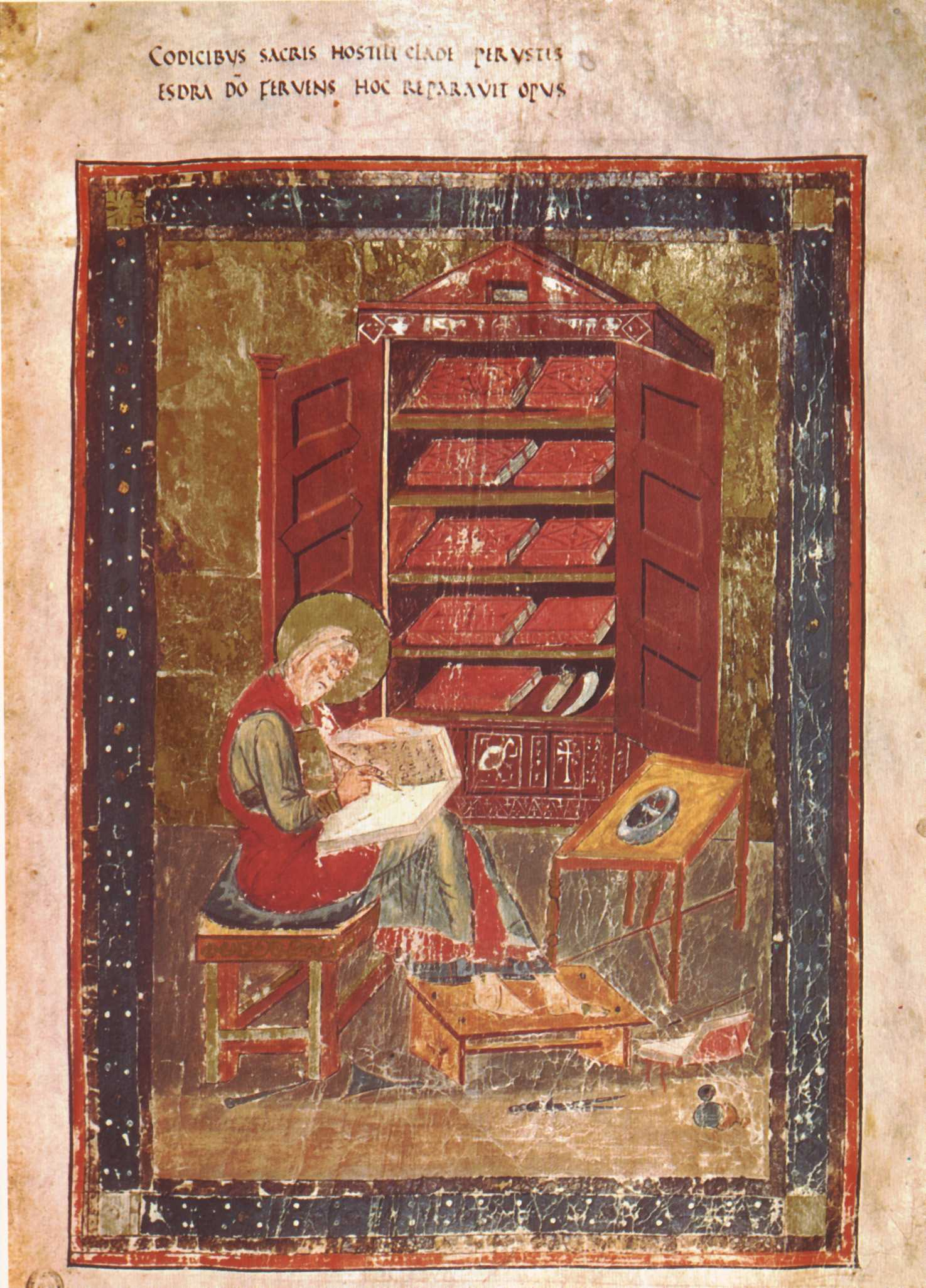
6世紀ごろの写本『コデックス・アミアティヌス』に描かれたアルマリウム

ローマ時代は文書は主にパピルス製の巻物に記され、巻子本の形に丸められて保管されていた。高価な巻子本は個別に収納するための筒が付属していたが、通常はカプサと呼ばれる箱にまとめて保管された。書店や図書館などでは壁に棚が設置され、その上に積み並べる状態で保管するのが一般的だった。紀元数世紀ごろには木片を閉じた手写本（コデックス）が登場して、巻子本に取って代わるようになったため、それに合わせて収納方法にも変化が見られるようになった。Shailorはこうした本の形態変化は4世紀ごろであったと述べているが、巻子本からコデックス本へ、形態が変遷する過渡期にあたっては両方が併用されたため、本の収納にはアルマリウム（戸棚）が広く使用された。この時代の本は全て手作りであり、貴重品として取り扱われたため、アルマリウムには鍵や留め金のついたものが多く用いられた。持ち運びが必要な場合にはチェスト（収納箱）が利用された。イングランド西部のヘレフォード大聖堂には1360年ごろに製作されたと見られるブックチェストが現存しているが、蓋部分には形状の異なる三種類の鍵が取り付けられており、本の保管に厳重な管理がなされていた事がうかがえる。装丁が原因でこの時代の本は重ねて保管することに不向きで、留具や突起が棚の中で周囲の本を傷付ける事が問題視されていた。

### 鎖でつながれた本

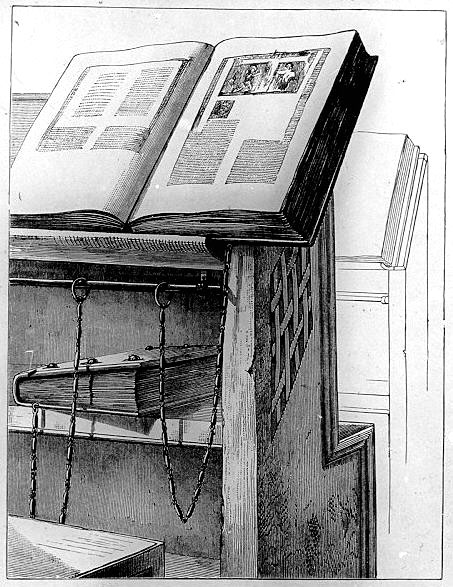
書見台下に設置された鉄棒にチェーンでつながれた本（チェゼーナの図書館）。

図書館や修道院など、多数の本を持っていた施設・機関では、貴重品である本を盗難から防止するための仕組みと、一箇所に重ねて保管することによる本の擦傷劣化を防止するための仕組みを考える必要があり、その次善策として本を書見台にチェーンでつなぐ習慣が広まった。こうした習慣は多くの図書館や修道院で17世紀末ごろまで継続していた。しかしながら蔵書が増えるに従って、本と書見台を設置するための場所の確保が大きな問題となり、スペースあたりの収納力増大と書見台上で調べものを行うための作業場所確保を目的として書見台の上下に棚が取り付けられるようになった。この変化についてヘンリー・ペトロスキーは現代の本棚につながる進化の第一段階であると述べている。しかし、読書や作業の度に本を上下の棚へ動かすことによって鎖がねじれ、絡まるという新たな問題が発生するようになった。書籍管理の歴史について調査研究を行っていたジョン・ウィリス・クラークは、17世紀ごろからこうした問題を解決するために、ストール・システムと呼ばれる二つの書見台を向き合わせ、その間に書棚を配置するという設計をした調度品が登場したと述べている。キャノン・ストリータはクラークの説に異論を唱え、ストール・システムは書見台とアルマリウムの組み合わせに過ぎず、16世紀には既に見られた形態であったと述べている。登場当初は棚へ平積みされていたが、本の増加に伴い運用が困難になると置き方が縦置きへと変化するようになった。両端に垂直の仕切り、上下に水平棚を持ったストール・システムの登場、本の縦置きが一般化するに従い、収納方式が現代の本棚に近しい形態へと進歩した。なお、この頃の本には全て鎖が付いていたため、これによって本を傷付けないよう背を奥にして収納しており、鎖をつけない個人蔵書においても一般化したと見られている。こうした本を縦置きに並べる方式が一般化するに伴い、それを収納する棚はブック・プレスと呼ばれるようになった。書見台の下のスペースに棚が取り付けられることもあったが、当初は足置き程度の利用しかなされていなかった。しかし、印刷本の普及と蔵書数の増加に伴い、図書館はこのデッドスペースに利用の少ない本を詰めたチェストを保管しはじめ、やがてチェストから出して鎖のついていない本を並べるようになると、机下のスペースも書見台上の棚と代わらない役割を果たすようになった。1620年台にケンブリッジ大学のセント・ジョンズ・カレッジが建設されたときに、窓際に書見台を持たない低めのブック・プレスが設置された。同時に移動が可能な台座が整備され、その上に立って高いところの本を探したり、腰掛けて本を読むことが可能になっていた。台座の登場により、人の手の届かない高所も本を収納するためのスペースとして有効活用されるようになった。印刷技術の発達により、本の入手が容易になったことで相対的に本の価値は下がり、鎖でつなぎ止める意義も薄れていった。これに伴い、机と書棚を組み合わせておく必要もなくなってきたことから本棚は次第に現代の形へと変化していった。

### 書斎の収納

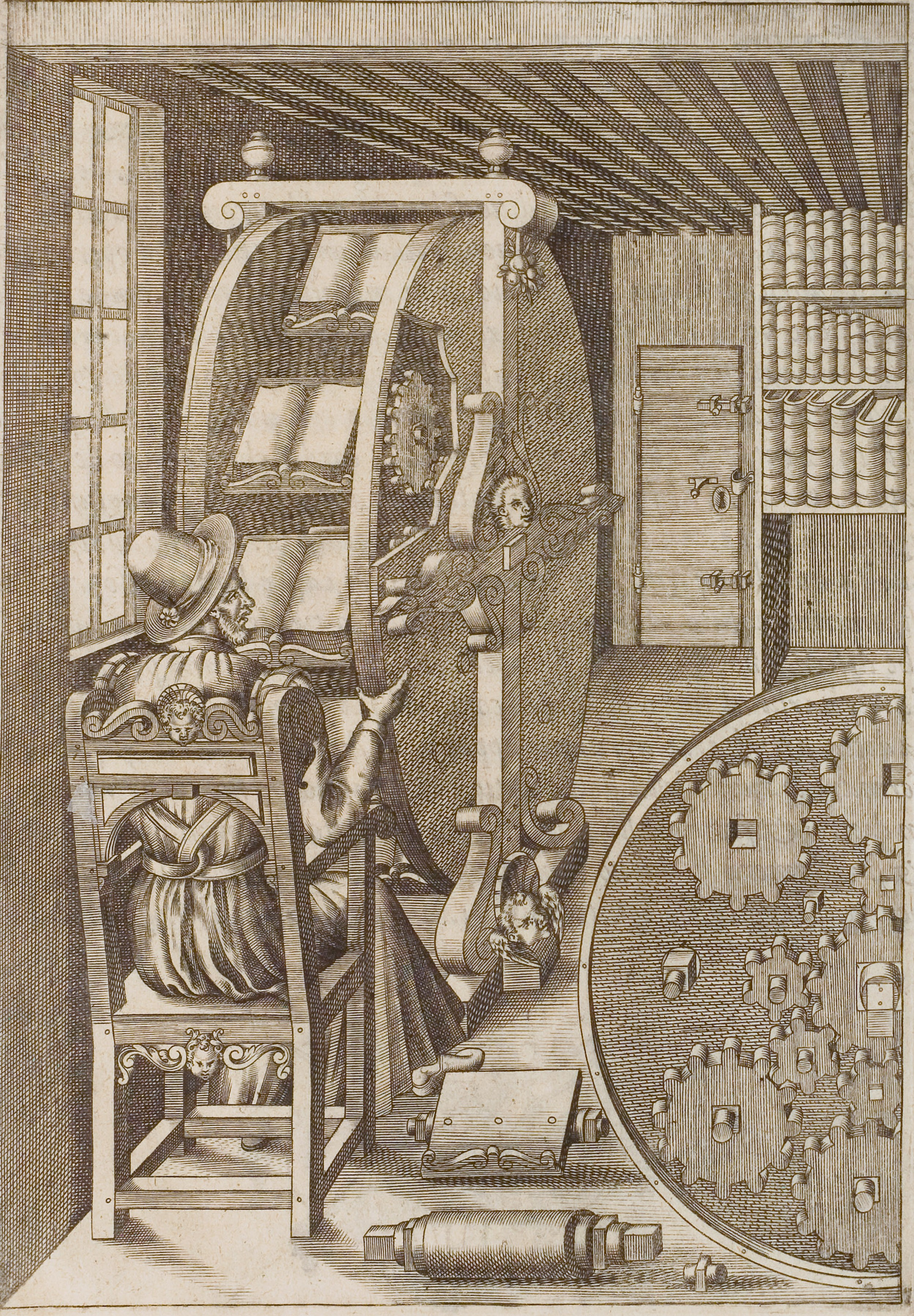
アゴスティーノ・ラメッリが考案した水車式の回転式書見台。ラメリは自著で場所を移動せず、何冊もの本を読むことができると自賛した。

一方、個人の家や書斎にて本を収納する場合は、使用頻度の低い本や高価な本はチェストへ、高いものは机上などにむき出しにするか、壁に腕木などで作成した簡易の棚へ置かれることが多かった。17世紀以前に私的蔵書が数十冊を越えることはまれであり、一般的にはチェストや小棚への平置きで事が足りていたと考えられている。ドイツ、オランダ、スペイン、イギリスなどでは図書館などでの慣習にならい、前小口を外に向けて並べることが一般的で、蔵書が増えるに従って本の識別のために題名や分類を表す記号や図絵などが装飾されることがあった。対してフランスやイタリアでは16世紀末ごろより本の背を外に向けて本棚に収納し、背部分に著者名や題名などを書き加えて識別する行動が見られるようになった。この頃には、本の配列にもこだわりを見せる蔵書家が現れるようになる。17世紀のイギリスで最大級の蔵書を所有していた作家サミュエル・ピープスは、本のサイズによって収納する位置を整理するよう本を並べた。

### 日本における歴史
日本において個人宅に設置される本棚は室町時代末期には既に存在していたと考えられている。しかし生活史研究家の小泉和子はこうした棚は一種の飾りであって、実際に書物を収納することを目的として活用されたのは箱や櫃が主流であったと述べている。現代の一般家庭に見る本棚が普及したのは大正時代後半に入ってからで、関東大震災を契機に広がったと推察されている。このころの本棚は読了した書籍を分類して収める為に使用されたが、昭和初期に入ると円本をはじめとした棚に並べることを前提とした書籍が登場するようになり、本棚の目的と用途に変化が見られるようになった。塩原亜紀は2002年に発表した論文の中でこうした変化について接客スペースを兼ねた公的空間に設置されることの多かった書斎は、他人に自己の知識教養を見せる場となり、「円本」の登場はそうしたニーズに合致したのだと述べている。

## 本の収納

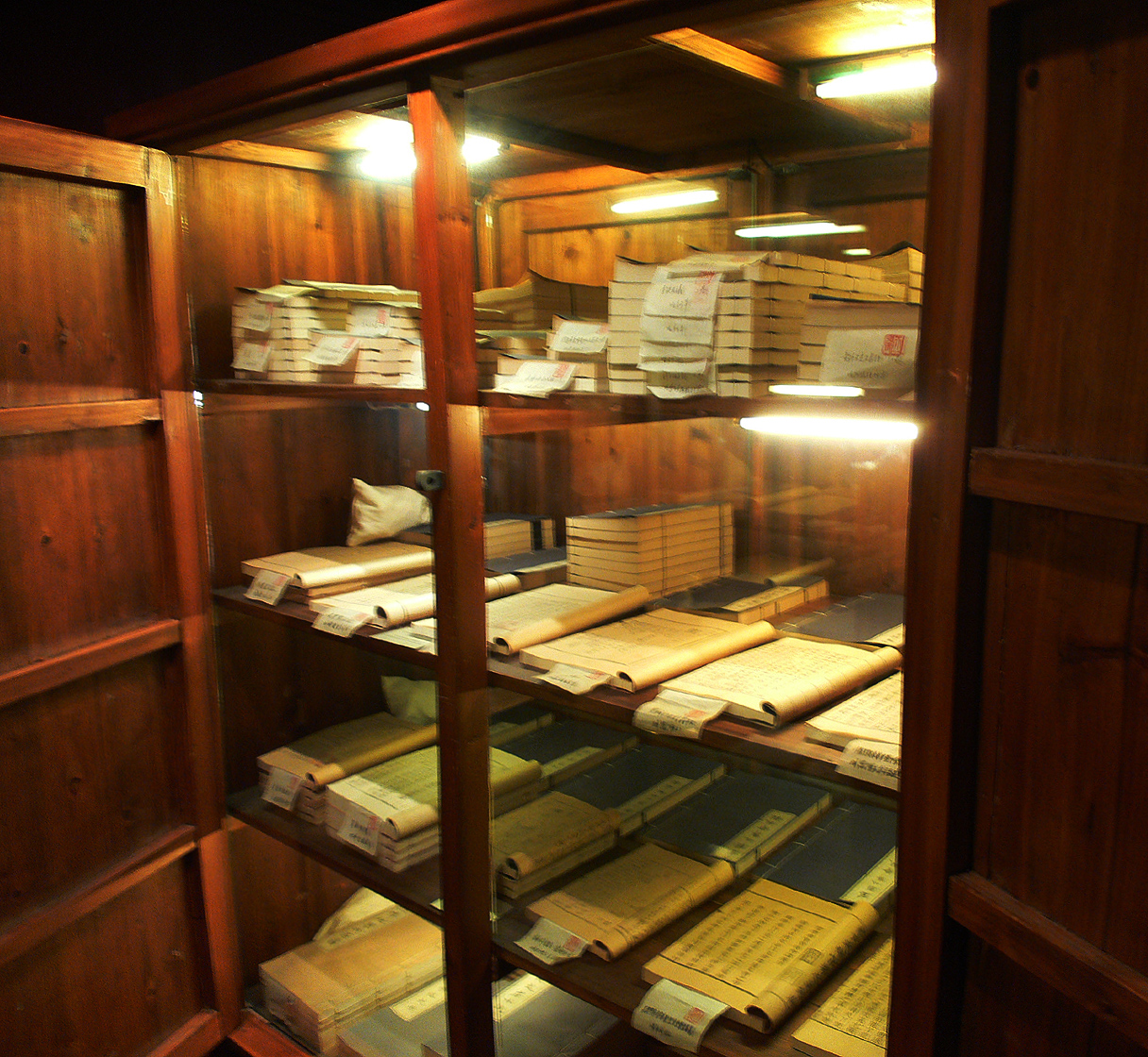
中国最古の書庫天一閣の本棚。平積みされラベルによりタイトルがわかるようになっている。

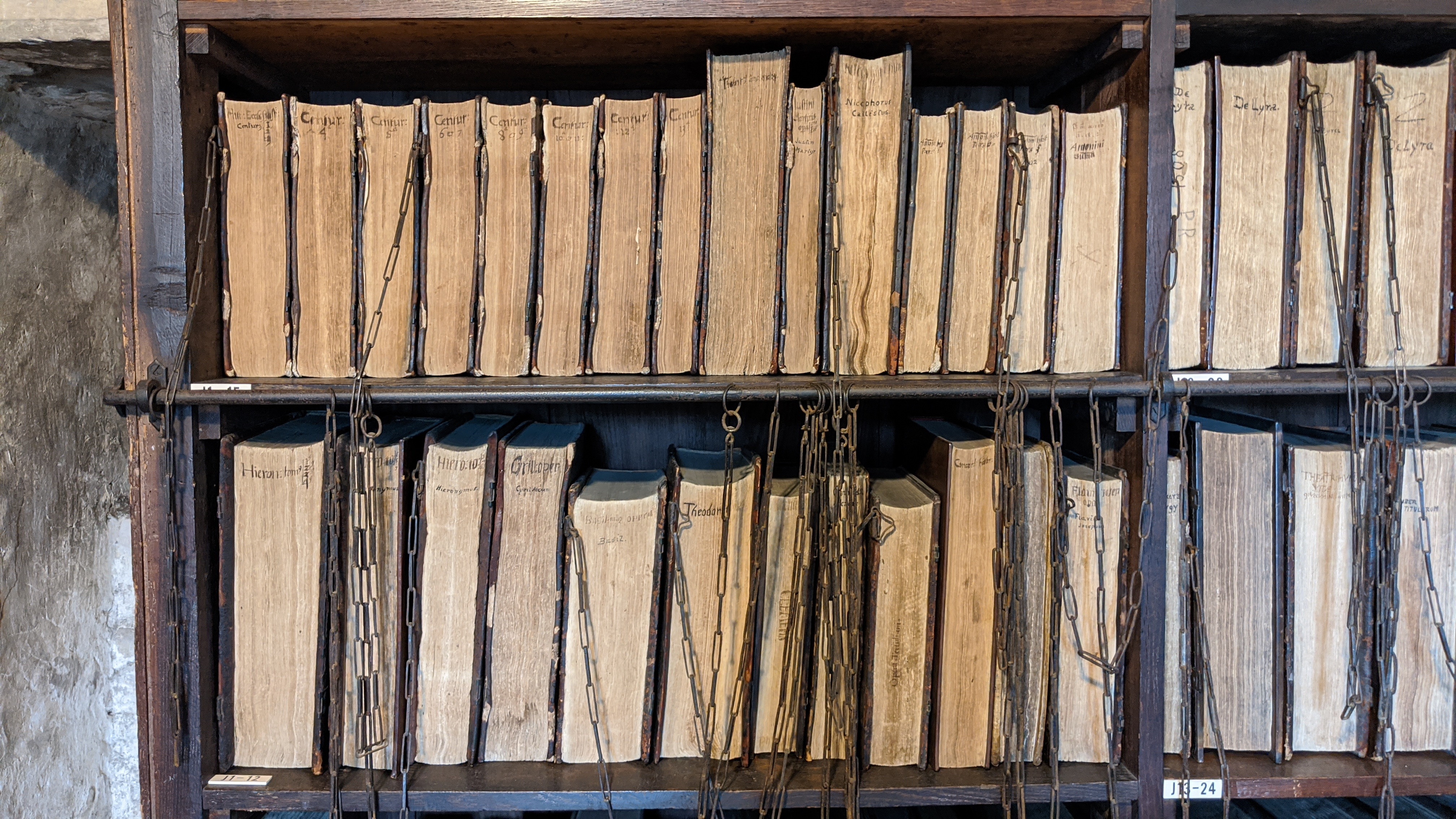
グランサムの聖ウルフラム教会の書庫。背表紙は本の裏側とみなされ、タイトルが付けられてなかったため、小口にタイトルを付けて、小口側が見えるように並べられた。

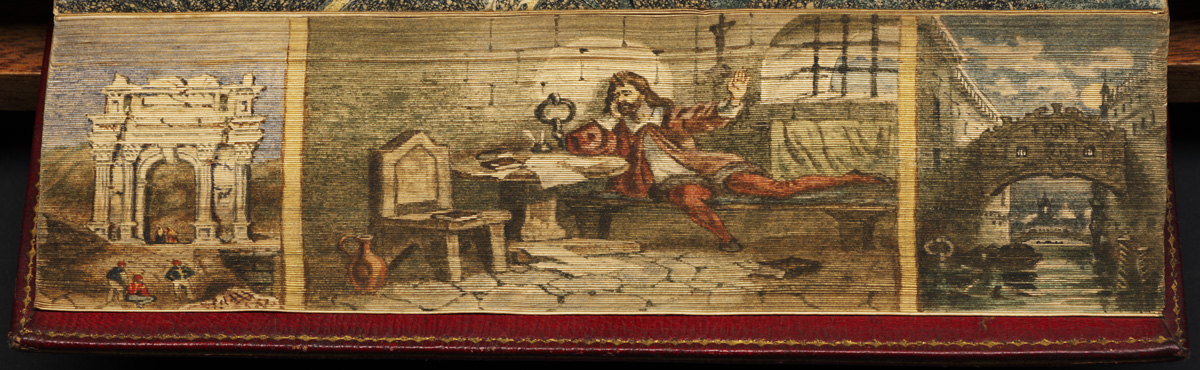
小口に描かれた絵（小口絵）

本棚に冊子本を置くときは、多くの場合、縦向きに本を置き、背表紙を手前側に向ける。そうすることで、背表紙に書かれている書名や書籍番号が一目瞭然で、望みの書籍に辿りつくための平均時間が短くなり、見つかった時も、1冊だけ単独で、簡単に取り出せる。背表紙が見えない状態で置いてしまったり、平らに置いてしまったりすると、個々の書名が判らず、結局は書籍（の山）をわざわざ取り出しては確認するという作業を繰り返さないと見つけられず、相当な重労働になり、検索時間も長くなる。
ただし、糸で縫うように綴じた古い和書などは構造が柔らかくて立たず、背表紙に書名は書かれていないので、平らに置くほうが向いている。和書の場合、かわりに、棚にしっかりと分類項目を書く（ラベルなどを貼る）などして検索しやすくする。江戸時代の行政機関などでも、書籍や帳簿類などを書棚に平らに積んでいた。
洋書では、留め金や装飾が多い初期の本が作られていた頃は、並べたり、重ねたりすると傷がつくため、一冊ごとに平置きにされた。16世紀まで、本は平置きされるのが普通で、本を取り出したりするときに床と接触して擦れないよう表紙の4隅や中央に飾り鋲が取り付けられたり、小口側に装飾やタイトルが付けられ、背表紙の上下端を保護する花布 (headband) を付けるなどの工夫が行われた。

## その他の種類
一般の家庭ではあまり利用されない本棚の種類としては以下のようなものがある。通常は図書館の書庫のように、限られたスペースに大量の本を収める必要がある際に使用される。

### 移動書架

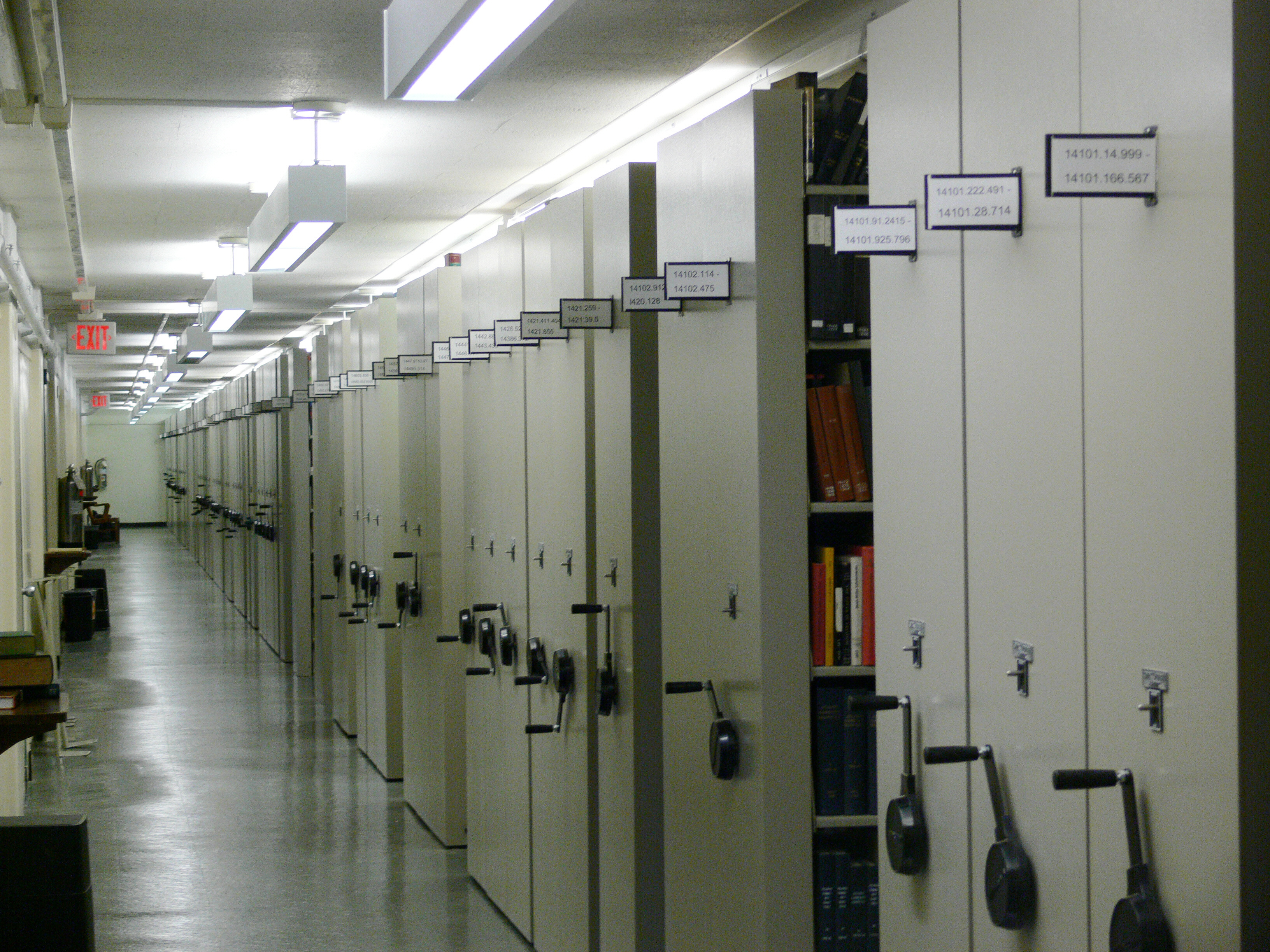
移動書架を採用した図書館の書庫

本棚下部や上部に取り付けたローラーやレールで、本棚や開口部を移動させることで収納することに特化した本棚を移動書架、可動書架などと呼ぶ。ウィリアム・グラッドストンは適切な方法で建設された部屋であればその体積の五分の三を本で埋め尽くすことが出来ると自著で発表している。こうした方式は1930年ごろにトロント中央貸出図書館の書庫で採用された。しかし、必要な本棚が飛び出す方式は、本が飛び出して別の棚に引っかかるという問題を孕んでいたため、人間が通る通路を可変させる現代の方式が広く普及した。現代では誤って本棚に押しつぶされたりしないよう、これらに精巧な安全装置を取り付けたものが本を多数収納する必要がある施設などでは利用されている。

### 全自動書架
大規模な図書館等で人員の省力化や防災管理のために運搬ロボットが専用の書庫から図書の入ったコンテナを窓口まで運ぶものがある。通常人間がその書庫に入室することは設備保守の時以外はない。

### 回転式書架
利便性の向上という観点からは、どの方向からでも本を取ることができるようにした回転式書架がある。これヴィクトリア朝後期に開発された書架で、参考図書の収納を主目的に製作された。キャスターを取り付けて移動を可能にした種類もあり、図書館や書斎の中を移動させることができる場合もある。